# Szőcs Lajos
Szőcs Lajos (Küsmöd, 1938. április 4. – Korond, 2008. július 13.) erdélyi magyar helytörténet-kutató, néprajzi szakíró.

## Életútja, munkássága
A tanítóképzőt 1955-ben Székelykeresztúron végezte. 1955–57 között Cséjében, 1963-ig Énlakán, majd Korondon tanított. 1999-ben nyugdíjazták, de végleg csak 2002-ben vált meg a tanítástól. Közben 1970-től a Szovátai Turisztikai Hivatal munkatársa, idegenvezetője volt.
A nép- és környezetismeretet a Pro Natura-mozgalom keretében szerettette meg tanítványaival. Különös érdeklődést tanúsított Korond földrajzi környezete, természeti kincsei, elpusztult fürdője, helytörténete iránt. A gyógynövények és népi gyógyászati receptek megismerésére is kiterjedt a figyelme.
Főleg a sóvidéki falvakból (Alsó- és Felsősófalva, Atyha, Etéd, Énlaka, Korond, Küsmöd, Siklód, Sóvárad) jelentős hely- és családnévanyagot is gyűjtött, amely Janitsek Jenővel közös füzetekben a Magyar névtani dolgozatok sorozatában jelent meg, a sorozat 5–13. füzeteként. A Partiumi Füzetekben megjelent Turulmadaras emlékműveink c. kötethez (Nagyvárad, 2002) ő szolgáltatott adatokat az alsósófalvi, bözödújfalusi, énlakai és küsmödi emlékművekről. A népi írásbeliség emlékeit kutatva több értékes helytörténeti iratot is talált, archivált. További kutatási területei a korondi fejfák, székelykapuk, Korond természeti ritkaságai, ragadványnevei, szüreti báljai, a húsvéti locsolóversek, a tapló feldolgozása, a gyermekjátékok, az 1848–49-es forradalom és szabadságharc helyi emlékezete.
Írásai az Udvarhelyi Híradó, Hargita Népe, Udvarhelyszék, Erdélyi Gyopár, Erdélyi Nimród, Unitárius Közlöny, Híradó Kalendárium, Honismeret, Vasárnap, Romániai Magyar Szó, Székelyföld és a Kiskunfélegyházi Közlöny hasábjain, valamint a Korondi fazekasvásárok hasábjain jelentek meg, valamint a Korondi sokadalom c. tanulmánykötetben (Csíkszereda 2000). Pályamunkáit a Kriza János Néprajzi Társaság, a Néprajzi Múzeum, az Erdély Kultúrájáért Alapítvány és a Budapest Kőbányai Önkormányzat díjazta, 2001-ben az EMKE Bányai János-díjával tüntették ki.
1993-tól a KJNT, 1994-től a Magyar Néprajzi Társaság tagja, 1998-ban a kiskunfélegyházi Móra Ferenc Közművelődési Egyesület tiszteletbeli tagjává választotta.

## Kötetei
- Húsvéti locsolkodó szokások és locsolóversek a Firtos vidékén (Kiskunfélegyháza, 1994);
- Húsvéti hajnalozás és locsoló versek (Molnár Istvánnal, Csíkszereda, 1998);
- Sóvidék olimpiai birkózó aranyérmesei (Keresztes Lajos és Lőrincz Márton, Korond, 2004).